# La petita Sue
La petita Sue (títol original: Curly Sue) és una pel·lícula estatunidenca de John Hughes, estrenada l'any 1991. Ha estat doblada al català.

## Argument
Curly Sue és una noieta adoptada per Bill Dancer (James Belushi). Sobreviuen al carrer gràcies a petits trucs, fins al dia que es creuen amb Grey, una jove advocada ambiciosa i sense cor. Les seves vides respectives canviaran.

## Repartiment
- James Belushi: Bill Dancer
- Kelly Lynch: Grey Ellison
- John Getz: Walker McCormick
- Alisan Porter: Sue
- Fred Dalton Thompson: Bernard Oxbar
- Barbara Tarbuck: Sra. Arnold
- Gail Boggs: Anise Hall
- Viveka Davis: Maitre d'hotel
- Ralph Foody: El vagabund
- Burke Byrnes: Dr. Maxwell
- John Ashton: Frank Arnold
- Edie McClurg: La secretària
- Branscombe Richmond: Albert
- Steve Carell: Tesio

## Al voltant de la pel·lícula
- Es tracta de l'últim film com a director de John Hughes.[3]
- La petita Sue marca el començament al cinema de Steve Carell, que formava part a l'època d'una tropa d'improvisació teatral, The Second City.[3]
- Bill Murray va ser preseleccionat per encarnar Bill Dancer.
- La petita Sue va ser rodada del 14 de novembre de 1990 al 23 de març de 1991 a Illinois.[4][5]